# Gortyna koreago
Gortyna koreago är en fjärilsart som beskrevs av Felix Bryk 1948. Gortyna koreago ingår i släktet Gortyna och familjen nattflyn. Inga underarter finns listade i Catalogue of Life.